# Consorcio de Compensación de Seguros
El Consorcio de Compensación de Seguros (CCS), o simplemente Consorcio, es una empresa pública española con actividad en el sector asegurador, adscrita al Ministerio de Economía, Comercio y Empresa. Cuenta con personalidad jurídica, con plena capacidad de obrar para el cumplimiento de sus fines y con un patrimonio propio distinto al del Estado.

## Actividades
Las actividades del Consorcio se enmarcan en dos vertientes: las funciones aseguradoras y no aseguradoras. Respecto de las primeras, cabe destacar su carácter subsidiario, siendo su actuación, por lo general, la de un asegurador directo, en defecto de participación del mercado privado, y también la propia de un Fondo de Garantía, cuando se dan determinadas circunstancias como la falta de seguro en casos de seguros obligatorios, insolvencia del asegurador, etc.
La institución aparece muy ligada a la cobertura de los riesgos extraordinarios, dentro del vanguardista sistema de indemnización por daños catastróficos de España. Otras actividades que ha ido cubriendo son las relacionadas con el Seguro de Crédito a la Exportación, el Seguro Agrario Combinado, el Seguro de Responsabilidad Civil de Automóviles de Suscripción Obligatoria, el Seguro Obligatorio de Viajeros, el Seguro Obligatorio del Cazador y el Seguro de Responsabilidad Civil de Riesgos Nucleares, etc.

## Historia
Si bien existieron intentos en los seguros de viajeros y crédito a la exportación a partir de 1920, el antecedente directo se remonta a 1941 al crearse el Consorcio de Compensación de Riesgos de Motín tras la guerra civil española. También sirvió para atender diversos siniestros ocurridos durante la Postguerra: Incendios de Santander (1941); Canfranc (1944);  El Ferrol (1944); explosión del polvorín de la Armada en Cádiz (1947); explosión de polvorín en Alcalá de Henares (1948). 
A partir de 1954 la iniciativa adquirió un carácter permanente, configurándose lo que es hoy el Consorcio de Compensación de Seguros.
Desde inicios de 1998, su actividad se extiende también al campo de la responsabilidad civil medioambiental, habiendo entrado a formar parte del Pool Español de Riesgos Medioambientales. Finalmente, en 2002, asume las funciones de liquidación de entidades aseguradoras que venía desempeñando la Comisión Liquidadora de Entidades Aseguradoras.

## Información y atención a damnificados
Cuando ocurre un acontecimiento excepcional como las lluvias e inundaciones provocadas por la gota fría, el Consorcio es el que tramita los distintos casos acerca de los daños en viviendas, propiedades y vehículos, siempre que estén asegurados.
El trámite es sencillo, se puede solicitar la indemnización al Consorcio vía Internet con DNI electrónico o vía telefónica en el 900-222-665, que es un teléfono gratuito que está operativo desde las 9 de la mañana hasta las 6 de la tarde.